# Station Erembodegem
Station Erembodegem is een spoorwegstation in Erembodegem, een deelgemeente van de stad Aalst op spoorlijn 50 (Brussel - Gent).
Toen de neoclassicistische periode ten einde liep, bouwde de Staat enkele regionaal belangrijke stations. Veelal werden deze stations in baksteen opgetrokken en bepleisterd. Te Erembodegem werd een gebouw van 2 bouwlagen onder een schilddak opgetrokken. Het leek sterk op de stations van Drongen, Deinze, Havinnes en Olsene. Het enige onderlinge verschilpunt was het aantal traveeën. Waar de meeste stations er 5 hadden, was het stationsgebouw te Erembodegem iets groter met 7 openingen.
Het huidige stationsgebouw dateert uit 1979. Het is ontworpen door Juliaan Moens. Net als vele andere stations gebouwd in die periode is het een sobere onopvallende constructie waar de functie van het gebouw zo veel mogelijk weggestoken wordt: het is een station, maar het had net zo goed een school of bibliotheek kunnen zijn. Het bestaat uit één bouwlaag met plat dak waar loket en dienstlokalen in ondergebracht zijn. Voor in het gebouw is een wachtzaal annex lokethal te vinden. Om het andere spoor te bereiken is een verbindingstunnel gebouwd. De overkapping van de ingang naar de tunnel toe is verbonden met het stationsgebouw. Door gebruik te maken van een zachte helling is de tunnel prima toegankelijk voor mindervaliden, er is zelfs geen reguliere trap.
Op perron 1 kan men een tweetal oudere wachthuisjes terugvinden. Op het andere perron bevindt zich, nogal verscholen, een nóg ouder schuilhok. Weliswaar is dat laatste uitgerust met een bankje.
Fietsen ken men op meerdere plaatsen kwijt. Naast het station bevindt zich een overdekte fietsenbewaarplaats. Ook perron 2 heeft een, hetzij onoverdekte, fietsenstalling. Tevens is er een pendelaarsparking. Zowel parking als fietsenstalling staan vaak echter stampvol.
Sinds 28 juni 2013 zijn de loketten van dit station gesloten en is het een stopplaats geworden.
In december 2016 werd begonnen met de afbraak van het stationsgebouw. Het moet plaatsmaken voor een uitgebreide fietsenstalling. Tijdens deze werkzaamheden zullen ook de perrons van het station vernieuwd worden. Sindsdien is het station integraal toegankelijk voor personen met een beperking.

## Galerij

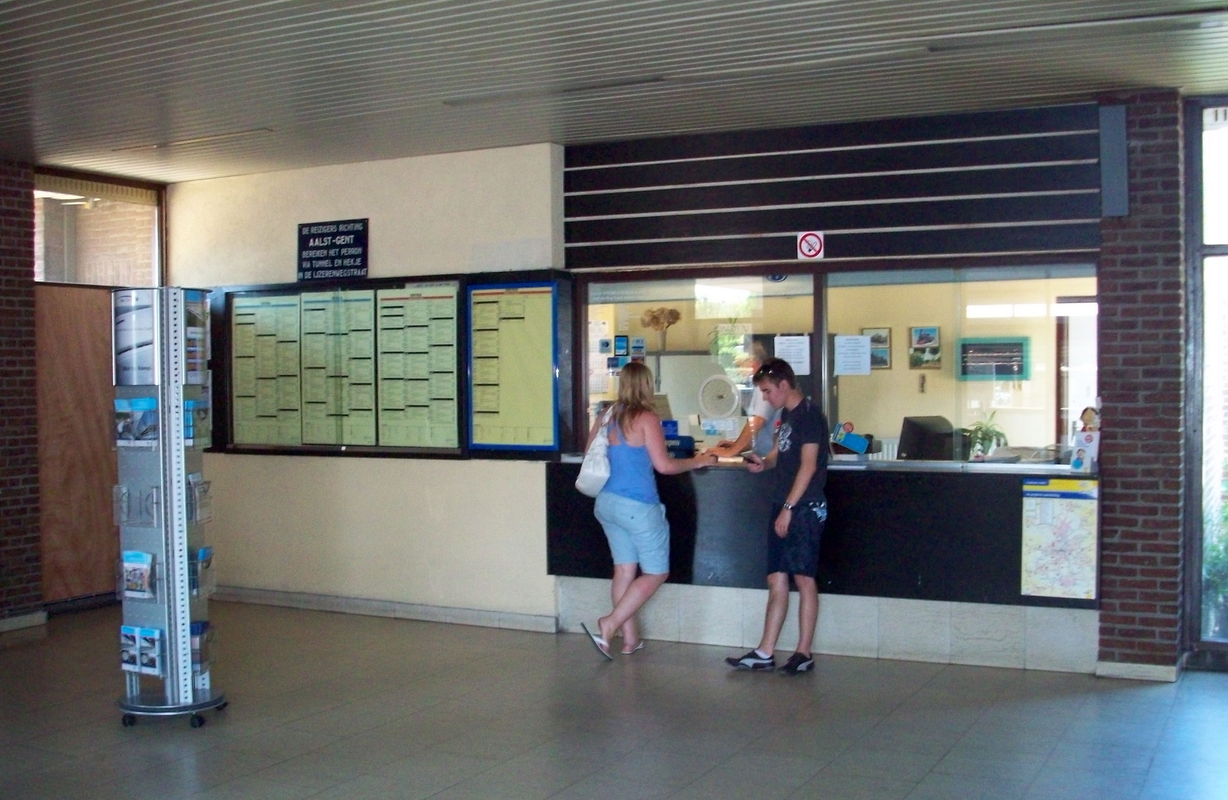
Lokethal (2009)
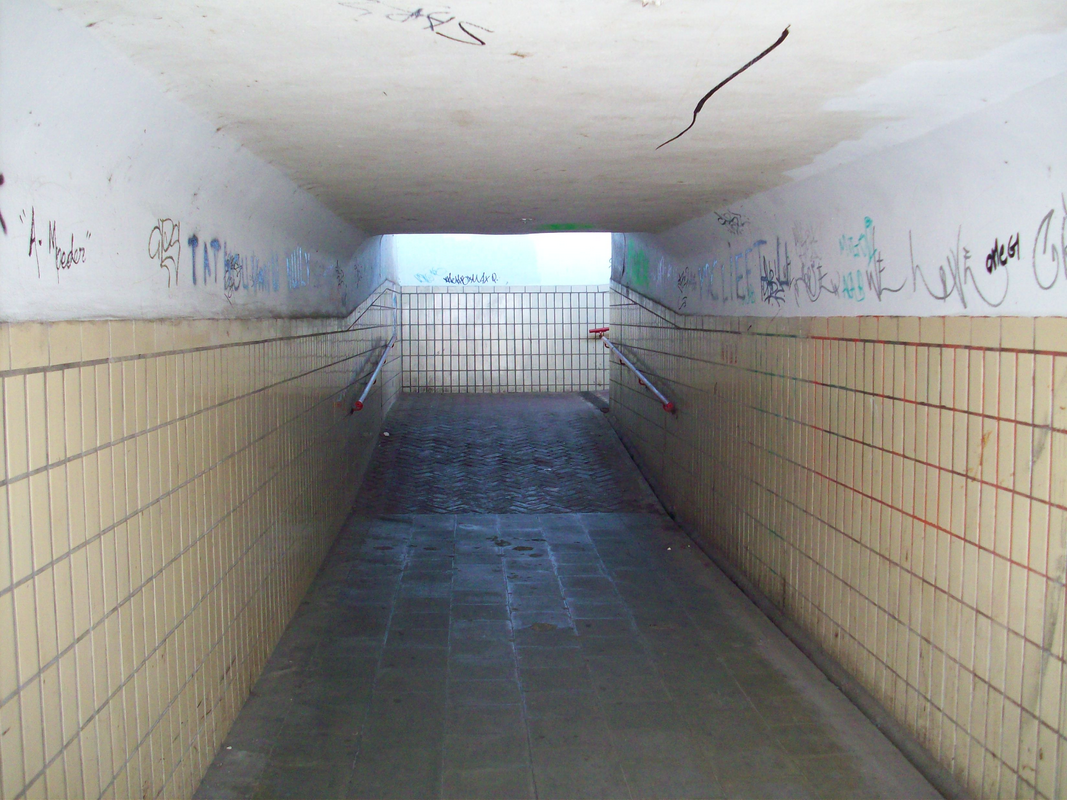
Verbindingstunnel (2009)
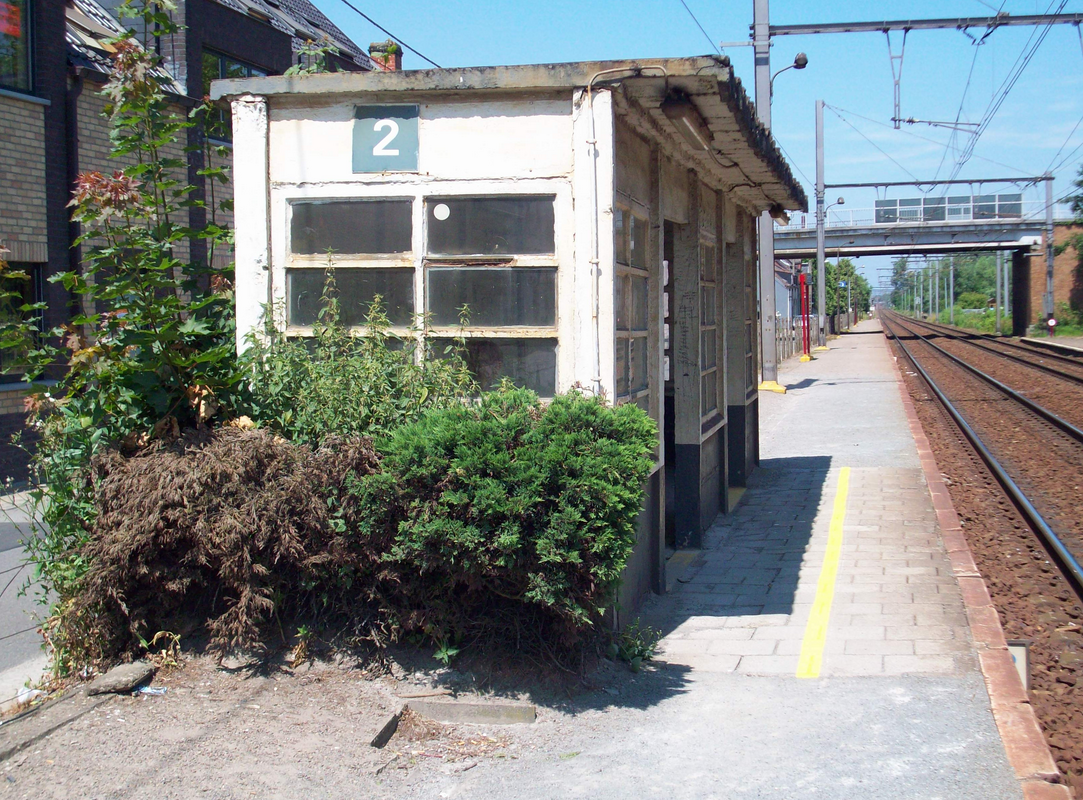
Oud schuilhok (2009)
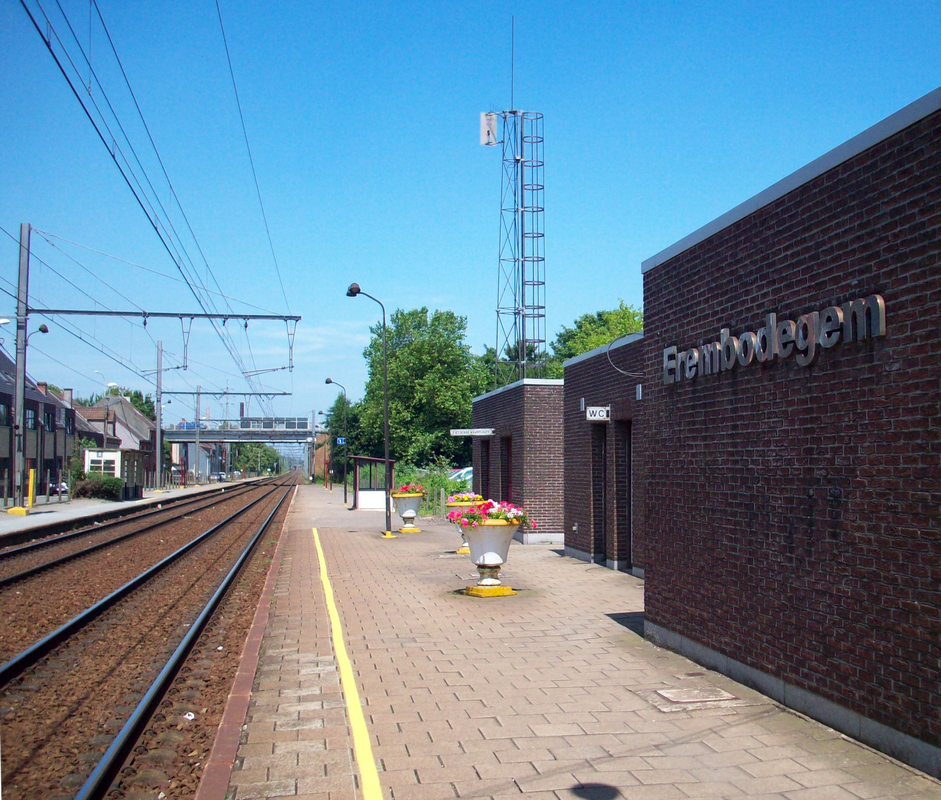
Zicht op het perron (2009)
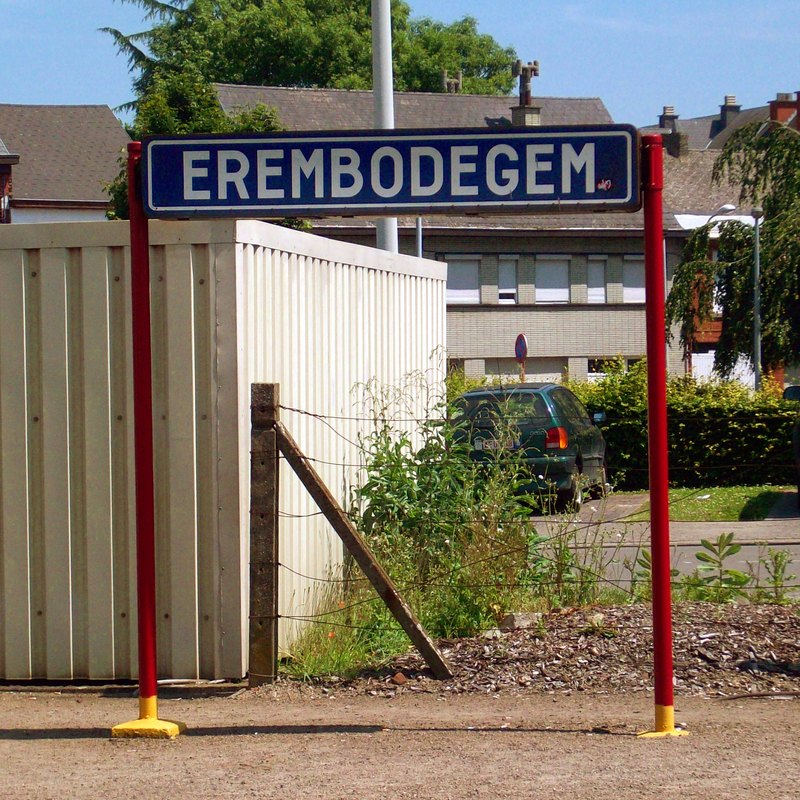
Naambord station Erembodegem (2009)
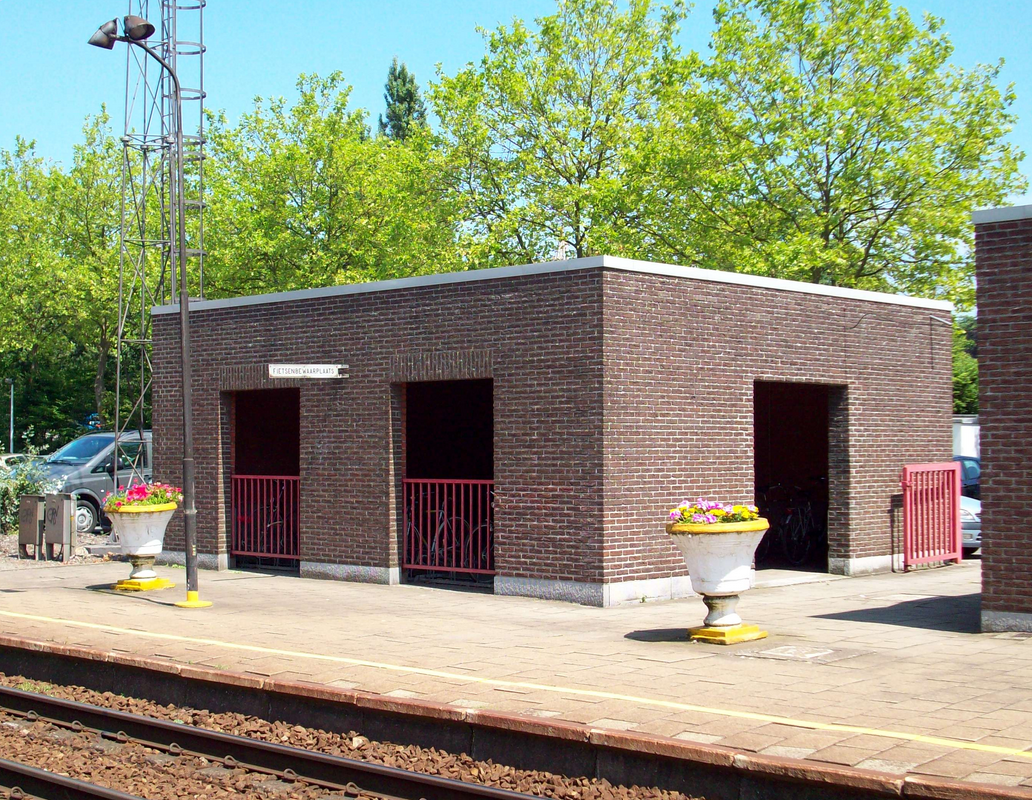
Fietsenbewaarplaats (2009)

## Treindienst
| Serie       | Treinsoort          | Route | Bijzonderheden                                           |
| ----------- | ------------------- | --- | -------------------------------------------------------- |
| IC 29       | Intercity (NMBS)    | [ De Panne – ] Gent-Sint-Pieters – Aalst – Erembodegem – Brussel-Zuid – Brussels Airport-Zaventem – Leuven – Landen | Rijdt in het weekend De Panne - Brussel-Noord.           |
| S 4         | GEN (NMBS)          | Aalst – Erembodegem – Brussel-Schuman – Mechelen                                                                    | Rijdt alleen op werkdagen.                               |
| S 10        | GEN (NMBS)          | Dendermonde – Brussel-West – Brussel-Zuid – Erembodegem – Aalst                                                     | Tijdens de spits extra ritten Aalst-Brussel-Zuid         |
| P 7010/8010 | Piekuurtrein (NMBS) | [ Gent-Sint-Pieters – ] / [ Sint-Niklaas – Gent-Dampoort – ] Erembodegem – Brussel-Zuid – Schaarbeek                | Rijdt alleen op werkdagen. Een trein vanaf Sint-Niklaas. |
| P 7970/8970 | Piekuurtrein (NMBS) | Geraardsbergen – Denderleeuw – Erembodegem – Gent-Sint-Pieters                                                      | Rijdt alleen op werkdagen.                               |

## Reizigerstellingen
De grafiek en tabel geven het gemiddeld aantal instappende reizigers weer op een week-, zater- en zondag.
| Tabel: aantal instappende reizigers station Erembodegem | Tabel: aantal instappende reizigers station Erembodegem | Tabel: aantal instappende reizigers station Erembodegem | Tabel: aantal instappende reizigers station Erembodegem |
|                                                         | Weekdag                                                 | Zaterdag                                                | Zondag                                                  |
| ------------------------------------------------------- | ------------------------------------------------------- | ------------------------------------------------------- | ------------------------------------------------------- |
| 1977                                                    | 1 385                                                   | 184                                                     | 117                                                     |
| 1978                                                    | 1 514                                                   | 161                                                     | 99                                                      |
| 1979                                                    | 1 294                                                   | 153                                                     | 114                                                     |
| 1980                                                    | 1 122                                                   | 160                                                     | 116                                                     |
| 1981                                                    | 1 286                                                   | 195                                                     | 133                                                     |
| 1982                                                    | 1 223                                                   | 122                                                     | 92                                                      |
| 1983                                                    | 1 199                                                   | 158                                                     | 72                                                      |
| 1984                                                    | 919                                                     | 102                                                     | 75                                                      |
| 1985                                                    | 865                                                     | 64                                                      | 104                                                     |
| 1986                                                    | 830                                                     | 109                                                     | 56                                                      |
| 1987                                                    | 895                                                     | 135                                                     | 95                                                      |
| 1988                                                    | 858                                                     | 136                                                     | 90                                                      |
| 1989                                                    | 971                                                     | 158                                                     | 108                                                     |
| 1990                                                    | 1 059                                                   | 137                                                     | 90                                                      |
| 1991                                                    | 1 066                                                   | 202                                                     | 120                                                     |
| 1992                                                    | 1 013                                                   | 147                                                     | 120                                                     |
| 1993                                                    | 920                                                     | 149                                                     | 85                                                      |
| 1994                                                    | 1 134                                                   | 138                                                     | 70                                                      |
| 1995                                                    | 990                                                     | 111                                                     | 71                                                      |
| 1996                                                    | 1 069                                                   | 161                                                     | 92                                                      |
| 1997                                                    | 1 068                                                   | 138                                                     | 91                                                      |
| 1998                                                    | 832                                                     | 132                                                     | 88                                                      |
| 1999                                                    | 771                                                     | 132                                                     | 90                                                      |
| 2000                                                    | 801                                                     | 140                                                     | 100                                                     |
| 2001                                                    | 837                                                     | 146                                                     | 78                                                      |
| 2002                                                    | 859                                                     | 160                                                     | 102                                                     |
| 2003                                                    | 898                                                     | 160                                                     | 129                                                     |
| 2004                                                    | 976                                                     | 205                                                     | 96                                                      |
| 2005                                                    | 893                                                     | 223                                                     | 120                                                     |
| 2006                                                    | 943                                                     | 142                                                     | 160                                                     |
| 2007                                                    | 981                                                     | 148                                                     | 138                                                     |
| 2008                                                    | -                                                       | -                                                       | -                                                       |
| 2009                                                    | 983                                                     | 181                                                     | 148                                                     |
| 2010                                                    | -                                                       | -                                                       | -                                                       |
| 2011                                                    | -                                                       | -                                                       | -                                                       |
| 2012                                                    | 1 062                                                   | 227                                                     | 189                                                     |
| 2013                                                    | 978                                                     | 189                                                     | 171                                                     |
| 2014                                                    | 937                                                     | 188                                                     | 187                                                     |
| 2015                                                    | 788                                                     | 131                                                     | 143                                                     |
| 2016                                                    | 816                                                     | 205                                                     | 193                                                     |
| 2017                                                    | 801                                                     | 234                                                     | 185                                                     |
| 2018                                                    | 787                                                     | 236                                                     | 230                                                     |
| 2019                                                    | 1 001                                                   | 263                                                     | 218                                                     |
| 2020                                                    | 578                                                     | 201                                                     | 164                                                     |
| 2021                                                    | -                                                       | -                                                       | -                                                       |
| 2022                                                    | 1 058                                                   | 344                                                     | 385                                                     |
| 2023                                                    | 1 165                                                   | 423                                                     | 375                                                     |
| 2024                                                    | 1 085                                                   | 403                                                     | 352                                                     |

0,0: Brussel-Noord ·
1,0: Koninklijk Station ·
2,4: Laken ·
3,2: Bockstael ·
4,1: Jette ·
7,6: Sint-Agatha-Berchem ·
8,9: Groot-Bijgaarden ·
11,0: Dilbeek ·
13,7: Sint-Martens-Bodegem ·
15,6: Ternat-Brusselsesteenweg ·
16,7: Ternat ·
20,3: Essene-Lombeek ·
21,9: Liedekerke ·
23,8: Denderleeuw ·
26,7: Erembodegem ·
29,7: Aalst ·
34,5: Lede ·
37,0: Serskamp ·
40,3: Schellebelle ·
43,1: Wetteren ·
46,9: Kwatrecht ·
49,5: Melle ·
52,6: Merelbeke ·
Ledeberg ·
55,6: Gent-Sint-Pieters